# Guam aux Jeux olympiques d'été de 2008
Guam participe aux Jeux olympiques d'été de 2008 à Pékin.

## Athlètes engagés
- Athlétisme
  - Cora Alicto qui dispute le 100 m femmes.

### Hommes
| euve       | Athlète       | Séries      | Séries | Quarts de finale | Quarts de finale | Demi-finales | Demi-finales | Finale   | Finale |
| euve       | Athlète       | Résultat    | Rang   | Résultat         | Rang             | Résultat     | Rang         | Résultat | Rang   |
| ---------- | ------------- | ----------- | ------ | ---------------- | ---------------- | ------------ | ------------ | -------- | ------ |
| 800 mètres | Derek Mandell | 1 min 57;48 | 8e     | -                | -                | -            | -            | -        | -      |

### Femmes
| Épreuve    | Athlète     | Séries   | Séries | Quarts de finale | Quarts de finale | Demi-finales | Demi-finales | Finale   | Finale |
| Épreuve    | Athlète     | Résultat | Rang   | Résultat         | Rang             | Résultat     | Rang         | Résultat | Rang   |
| ---------- | ----------- | -------- | ------ | ---------------- | ---------------- | ------------ | ------------ | -------- | ------ |
| 100 mètres | Cora Alicto | 13.31    | 7e     | -                | -                | -            | -            | -        | -      |

- Canoë
  - Sean Pangelinan qualifié pour les épreuves de C-1 500 m et C-11 000 m

| Athlète         | Compétition | Éliminatoires  | Éliminatoires | Demi-finales   | Demi-finales | Finale A | Finale A |
| Athlète         | Compétition | Temps          | Rang          | Temps          | Rang         | Temps    | Rang     |
| --------------- | ----------- | -------------- | ------------- | -------------- | ------------ | -------- | -------- |
| Sean Pangelinan | C1 500m     | 2 min 12 s 696 | 7e            | 2 min 17 s 940 | 9e           | -        | -        |
| Sean Pangelinan | C1 1000m    | 4 min 44 s 284 | 8e            | -              | -            | -        | -        |

- Judo
  - Ricardo Blas Jr qui concourt dans la catégorie des poids lourd (+100 kg) et qui affronte dès le premier tour le géorgien Lasha Gujejiani, médaillé de bronze aux championnats du monde de 2007.
- Lutte
  - Maria Dunn qui participe aux épreuves de lutte libre dans la catégorie des −63 kg